# تیلور گیتارز
تیلور گیتارز (انگلیسی:Taylor Guitars) مستقر در ال کاجون، کالیفورنیا، یکی از بزرگ‌ترین تولید کنندگان گیتار آکوستیک در ایالات متحده آمریکا است.
تیلور گیتارز سازنده تخصصی گیتار آکوستیک و گیتار الکتریک سمی-هالو است.
این شرکت در سال ۱۹۷۴ توسط باب تیلور و کورت لیستاگ ساخته‌ شد.